# 社会主义力量阵线
社會主義力量陣線（柏柏尔语：Tirni Iɣallen Inemlayen，缩写为RƔN，缩写为FFS），是阿尔及利亚的一个政党，该党主张社會民主主義和世俗主义，主要支持者是柏柏尔人。社會主義力量陣線于1963年9月29日由奧西納·艾特·艾哈邁德在提济乌祖创建，以反对艾哈邁德·本·貝拉政府。1990年，该党正式进入国会。